# Vincent Shomo
Vincent Shomo (ur. 30 lipca 1940 w Nowym Jorku, zm. 9 czerwca 2020) – amerykański bokser, złoty medalista igrzysk panamerykańskich w Chicago z roku 1959. W latach 1960–1968 był czynnym bokserem zawodowym.

## Kariera
W 1959 roku Shomo zajął pierwsze miejsce w kategorii lekkopółśredniej na igrzysk panamerykańskich, które rozgrywane były w Chicago. W ćwierćfinale igrzysk panamerykańskich pokonał walkowerem reprezentanta Brazylii Jorge Sacomãna. W pojedynku półfinałowym Shomo zmierzył się z reprezentantem Meksyku Humberto Dipem, z którym wygrał przez techniczny nokaut w pierwszej rundzie. W finale zmierzył się z Argentyńczykiem Luisem Arandą, pokonując go przez techniczny nokaut w pierwszej rundzie. W roku 1960 został mistrzem Stanów Zjednoczonych w kategorii lekkopółśredniej. W finale mistrzostw pokonał na punkty Quinceya Danielsa.